# Almega
Almega är en arbetsgivar- och branschorganisation för tjänsteföretag och är den största förbundsgruppen inom Svenskt Näringsliv.

## Bakgrund
Almega och dess förbund representerar över 10 000 medlemsföretag i ett 60-tal branscher inom tjänstesektorn, som tillsammans anställer drygt 500 000 medarbetare. Almega, bestående av nio arbetsgivarförbund, erbjuder rådgivning i olika arbetsgivarfrågor, till exempel avtal, arbetsmiljö, försäkring, utbildning, med mera, samt arbetar för att förbättra villkoren för arbetsgivare och tjänsteföretagare. Almega leds av en styrelse bestående av representanter från medlemsföretagen. Ordförande från 2025 är Anders Eriksson, vd för Bonnier News.  Han företräddes av Marcus Kristiansson, ISS Facility Services. ordförande mellan 2016-2025. 
Verkställande direktör, tillika förbundsdirektör för Almega Tjänsteförbunden, är Ann Öberg som tillträdde tjänsten den 9 december 2021..
Almega bildades år 1992. Dess förste verkställande direktör var Göran Trogen, som innehade posten fram till 2003, varefter han kvarstod som förbundsdirektör för it-företagen till 2006.

### Medlemsförbund
- Almega Tjänsteförbunden
- Almega Tjänsteföretagen
- Almega Utbildning (f.d. Friskolornas riksförbund)
- Innovationsföretagen
- Kompetensföretagen (tidigare Bemanningsföretagen)
- Medieföretagen (tidigare MIA)
- Säkerhetsföretagen
- Tågföretagen
- Vårdföretagarna

## Verkställande direktörer
- 1993 – 2003 Göran Trogen
- 2003 – 2015 Jonas Milton
- 2015 – 2019 Anna-Karin Hatt
- 2019 – 2021 Thomas Erséus
- 2021 – Ann Öberg